# Dendrochóri (Kastoriá)
Dendrochóri, en grec moderne : Δενδροχώρι, est un village du dème de Kastoriá, district régional de Kastoriá, en Macédoine-Occidentale, Grèce.
Selon le recensement de 2011, la population du village compte 266 habitants.